# Laphria lata
Laphria lata là một loài ruồi trong họ Asilidae. Laphria lata được Macquart miêu tả năm 1850.